# ینی یشمه
ینی یشمه (به ترکی آذربایجانی: Yeni Yaşma) یک منطقه مسکونی در جمهوری آذربایجان است که در شهرستان خیزی واقع شده‌است. ینی یشمه ۱۶۷۵ نفر جمعیت دارد.